# Campo Grande, Alagoas
Campo Grande este un oraș în unitatea federativă Alagoas (AL) din Brazilia.